# Liste der Monuments historiques in Salavre
Die Liste der Monuments historiques in Salavre führt die Monuments historiques in der französischen Gemeinde Salavre auf.

## Liste der Bauwerke
| Bezeichnung | Beschreibung        | Standort | Kennzeichnung | Schutzstatus | Datum | Bild |
| ----------- | ------------------- | -------- | ------------- | ------------ | ----- | ---- |
| Flurkreuz   | 15./16. Jahrhundert | (Lage)   | PA00116392    | Inscrit      | 1951  |      |